# 紫苏辉石
紫苏辉石（Hypersthene）是一种常见的成岩链硅酸盐矿物，隶属于正交辉石族，其化学式为(Mg,Fe)SiO
3。它存在于火成岩和一些变质岩以及石质和铁质陨石中。许多参考文献已正式放弃了这一术语，而更倾向于将该矿物归类为顽火辉石或铁辉石。它与顽火辉石和铁辉石矿物了构成了固溶体系列，是两者间的中间成员。纯顽火辉石不含铁，而纯铁辉石不含镁，紫苏辉石则是两种元素都存在时的矿物名称。 
明显发育的晶体非常罕见，这种矿物通常以叶状块嵌入在苏长岩火成岩和紫苏辉石-安山岩中，是其中的基本成分。拉布拉多海岸附近保罗岛的粗粒富拉玄武岩-紫苏辉石-苏长岩提供了最典型的材料，由于这一原因，这种矿物被称为拉布拉多角闪石或保罗石。
紫苏辉石颜色通常为灰、棕或绿色，带有玻璃至珍珠般光泽，多色性强烈，硬度5-6，比重为3.4-3.9。在部分表面显示出明亮的铜红色金属光泽或席勒光泽，与古铜辉石的青铜光泽来源相同，但更为明显。像古铜辉石一样，它有时被切割和抛光成宝石。
“紫苏辉石”这个名称来源于希腊语，意思是“超强度”，暗指它比闪石矿物角闪石（一种经常被混淆的矿物）更硬。
紫苏辉石一词现已被国际矿物学协会弃用。